# De Volewijckers
Amsterdamsche Voetbal Vereniging De Volewijckers jest holenderskim klubem piłkarskim mającym siedzibę w Amsterdamie.

## Historia
Klub założony został w 1920. W 1944 zespół został mistrzem Holandii. W 1973 Volewijckers połączył się z klubem FC Amsterdam i występował pod nazwą FC Amsterdam. Klub Volewijckers Amsterdam wciąż istnieje, ale już tylko jako zespół amatorski.

## Sezony klubu w Eredivisie
| Sezon     | Miejsce | M  | Z  | R | P  | Br+ | Br− | Br+/− | Pkt | Uwagi  |
| 1961/1962 | 11      | 34 | 13 | 6 | 15 | 68  | 87  | –19   | 32  |        |
| 1962/1963 | 16      | 30 | 2  | 4 | 24 | 31  | 102 | –71   | 8   | Spadek |